# Strangis
Strangis è il primo EP del cantautore italiano Luigi Strangis, pubblicato il 3 giugno 2022 dall'etichetta 21co.

## Tracce
1. Tienimi stanotte – 3:24
2. Muro – 2:34
3. Tondo – 3:10
4. Partirò da zero – 2:47
5. Vivo – 3:07
6. Riflessi - Acoustic – 2:04
7. Rumore - Live – 1:51

## Classifiche

### Classifiche settimanali
| Classifica (2022) | Posizione massima |
| ----------------- | ----------------- |
| Italia            | 1                 |
| Svizzera          | 79                |

### Classifiche di fine anno
| Classifica (2022) | Posizione |
| ----------------- | --------- |
| Italia            | 70        |